# Elisabeth Hasselbeck
Elisabeth DelPadre Hasselbeck, nata Filarski (Cranston, 28 maggio 1977), è una conduttrice televisiva e personaggio televisivo statunitense.

## Biografia
Nel 2001 Elisabeth Hasselbeck ha debuttato nel mondo della televisione partecipando alla seconda edizione della versione statunitense di Survivor, classificandosi quarta. Nello stesso anno è stata giudice di Miss Teen USA, per poi condurre The Look for Less per Style Network. Dal 2003 al 2013 ha presentato The View; vincendo nel 2009 un Daytime Emmy Award. Dal 2013 al 2015 ha sostituito Gretchen Carlson come conduttrice di Fox & Friends.

## Vita privata
A luglio 2002 ha sposato Tim Hasselbeck; i due hanno avuto una figlia, Grace, nata nel 2005, e due figli, Taylor Thomas e Isaiah Timothy, nati rispettivamente nel 2007 e nel 2009.